# Vauxhall Motors FC
Vauxhall Motors FC is een Engelse voetbalclub uit Ellesmere Port, Cheshire.
De club werd in 1963 opgericht nadat er een vestiging van autofabrikant Vauxhall kwam in Ellesmere Port. In het begin werd in lokale competities gespeeld maar al snel bleek de club daar te sterk voor te zijn. In 1986 werd de club kampioen van de West Cheshire League. In 1987/88 sloot Vauxhall zich aan bij de North West Counties League in de Second Division en werd meteen kampioen. Ook in de First Division deed de club het goed de volgende jaren. Het bestuur besloot echter om terug te keren naar de West Cheshire League voor de volgende seizoenen en de club werd 2 keer op rij 3de.
In 1995 werd de club dan weer toegelaten tot de North West Counties League. Ook nu werd de Second Division snel gewonnen maar in de First Division was er dit keer meer tegenstand. Seizoen 1898/99 was bijzonder goed met een 5de ronde in de FA Vase, een 3de plaats in de competitie en de beker van de North West Counties League. Het volgende seizoen ging zelfs nog beter met een halve finale in de FA Vase en de titel in de competitie. Hierdoor promoveerde de club naar de Northern Premier League First Division. Na één seizoen werd naar de Premier Division gepromoveerd. Het ging steeds beter en de club bereikte voor het eerst de 1ste ronde van de FA Cup en versloeg daarin QPR en verloor in de 2de ronde in een wedstrijd die op televisie werd uitgezonden van Macclesfield Town.
In 2004 werd de club toegelaten tot de nieuw opgericht Conference North. De club speelde er tien jaar en was een van de vier clubs die tien jaar lang in deze competitie speelden, echter kon de club geen enkele keer in de top tien eindigden. In 2014 trok de club zich terug uit de Conference North vanwege de hoge financiële kosten. De club nam de plaats van het tweede elftal in in de West Cheshire Amateur Football League, de elfde klasse.